# G1 (Nachrichtenportal)
G1 ist eine brasilianische Internet-Zeitung, die zur Grupo Globo gehört und am 18. September 2006 online ging.
Zusätzlich zu ihren eigenen Berichten im Text-, Foto-, Audio- und Videoformat veröffentlicht das Nachrichtenportal journalistische Inhalte der Mediengruppe, darunter aus den Zeitungen O Globo, Extra, Expresso, Valor Econômico, Época und aus dem TV-Netzwerk Rede Globo sowie Radio- und Nachrichtensendungen wie Central Brasileira de Notícias (CBN), Globo Rural und Globo News.
G1 unterhält fünf eigene Nachrichtenredaktionen in den Landeshauptstädten Rio de Janeiro, São Paulo, Belo Horizonte und Recife sowie der Bundeshauptstadt Brasília.
Versionen in Englisch und Spanisch wurden am 11. Juni 2010 veröffentlicht, diese enthalten Videos mit zweisprachigen Untertiteln.
G1 verfügt auch über eine mobile Version und Applikationen für Android und iOS.